# رابطه‌گرایی (فلسفه)
رابطه‌گرایی (به انگلیسی: Relationalism) در فلسفه، هر موضع نظری است که به ماهیت رابطه‌ای اشیا اهمیت می‌دهد. از نظر رابطه‌گرایی، چیزها فقط به‌عنوان موجودیت‌های رابطه‌ای وجود دارند و عمل می‌کنند.

## رابطه‌گرایی و نظریه فلسفی
رابطه‌گرایی در گسترده‌ترین معنا به هر نظام فکری اطلاق می‌شود که به ماهیت رابطه‌ای واقعیت اهمیت می‌دهد. در معنای محدودتر و فلسفی‌تر آن، همانطور که توسط فیلسوف هندی جوزف کایپاییل و دیگران مطرح شده است، رابطه‌گرایی به نظریه واقعیتی اشاره دارد که وجود، ماهیت و معنای چیزها را بر اساس رابطه یا پیوستگی آن‌ها تفسیر می‌کند. در دیدگاه رابطه‌گرایانه، چیزها نه موجودیت‌های مستقل و نه رویدادهای مبهم، بلکه جزئیات رابطه‌ای هستند. جزئیات ذاتاً رابطه‌ای هستند، زیرا از نظر هستی‌شناختی در شکل‌گیری و کنش خود پذیرای سایر جزئیات هستند. جزئیات رابطه‌ای در دیدگاه رابطه‌گرایانه، اجزای نهایی واقعیت هستند.

## رابطه‌گرایی و نظریه فضا و زمان
در مباحث مربوط به فضازمان، نام رابطه‌گرایی (یا نسبت‌گرایی) به مفهوم رابطه‌گرایانه گوتفریت لایبنیتس از فضا و زمان در مقابل دیدگاه‌های جوهرگرایانه نیوتن اشاره دارد. بر اساس ذات‌گرایی نیوتن، فضا و زمان موجودیت‌های مستقلی هستند که مستقل از اشیاء وجود دارند. از سوی دیگر، رابطه‌گرایی لایبنیتس، فضا و زمان را به‌عنوان سیستم‌هایی از روابط توصیف می‌کند که بین اشیاء وجود دارند.
به طور کلی در فیزیک و فلسفه یک نظریه رابطه‌ای چارچوبی برای درک واقعیت یا یک سیستم فیزیکی است به گونه‌ای که موقعیت‌ها و سایر ویژگی‌های اشیاء فقط نسبت به سایر اشیاء معنادار باشند. در نظریه فضازمان رابطه‌ای، فضا وجود ندارد مگر اینکه اشیاء در آن باشند؛ و زمان نیز بدون رویدادها وجود ندارد. دیدگاه رابطه‌ای بیان می‌کند که فضا در اشیاء محصور شده است و یک شیء در درون خود، روابطی را با اشیاء دیگر نشان می‌دهد. فضا را می‌توان از طریق روابط بین اشیایی که در آن قرار دارد و با در نظر گرفتن تغییرات آن‌ها در طول زمان تعریف کرد. این یک جایگزین برای یک نظریه مطلق است که در آن فضا مستقل از هر جسمی که می‌تواند در آن غوطه‌ور شود، وجود دارد.
دیدگاه رابطه‌ای در فیزیک توسط لایبنیتس و ارنست ماخ مطرح شد. توسط ایزاک نیوتن در توصیف موفقش از فیزیک کلاسیک رد شد. اگرچه آلبرت انیشتین تحت تأثیر اصل ماخ قرار گرفت، اما آن را به‌طور کامل در نظریه نسبیت عام خود لحاظ نکرد. تلاش‌های متعددی برای تدوین یک نظریه کامل ماخ انجام شده است، اما اکثر فیزیک‌دانان معتقدند که هیچ‌کدام تاکنون موفق نشده‌اند. برای مثال به نظریه برانس دیکی مراجعه کنید.
مکانیک کوانتومی رابطه‌ای و رویکرد رابطه‌ای به فیزیک کوانتومی، در قیاس با نسبیت خاص فضا و زمان انیشتین، به‌طور مستقل توسعه یافته‌اند. فیزیک‌دانان رابطه‌گرا مانند جان سی. بایز و کارلو روولی نظریه ریسمان، نظریه پیشرو در وحدت گرانش و مکانیک کوانتومی را به‌دلیل حفظ فضای مطلق مورد انتقاد قرار داده‌اند. برخی، نظریه در حال توسعه گرانش، یعنی گرانش کوانتومی حلقه‌ای را به دلیل «بی‌زمینه بودن» آن ترجیح می‌دهند.

## رابطه‌گرایی و نظریه رنگ
آن‌طور که جاناتان کوهن و دیگران از آن دفاع می‌کنند، رابطه‌گرایی در تئوری رنگ به‌معنای این دیدگاه است که رنگ‌های یک شیء تا حدی بر اساس روابط با ادراک‌کننده شکل می‌گیرند. از سوی دیگر یک دیدگاه ضدرابطه‌گرایی در مورد رنگ اصرار دارد که رنگ‌ها وابسته به شیء هستند.

## رابطه‌گرایی و نظریه جامعه‌شناسی
در جامعه‌شناسی رابطه‌ای، رابطه‌گرایی اغلب در تضاد با ذات‌گرایی قرار می‌گیرد. درحالی‌که ذات‌گرایی تمایل دارد افراد را موجوداتی خودکفا و قادر به تعامل اجتماعی ببیند، رابطه‌گرایی بر اعمال اجتماعی انسان و زمینه‌های تعاملی و روابط متقابل فرد تأکید می‌کند. گئورگ زیمل از نظر روش‌شناسی یک رابطه‌گرا بود، زیرا بیشتر به تعاملات بین افراد علاقه‌مند بود تا ویژگی‌های جوهری فرد.